# Lista de senhores de Teixeira
Este anexo é composto por uma lista de Senhores de Teixeira:

Brasão de armas da família Teixeira.

- Vasco Gonçalves Teixeira, senhor de Teixeira (c. 1330 -?)
- Pedro Teixeira , senhor de Teixeira (c. 1390 -?)
- João Teixeira de Macedo, senhor de Teixeira, alcaide-mor do Castelo de Montalegre (c. 1440 -6 Julho 1506),
- Gonçalo Teixeira Coelho, senhor de Teixeira,
- Henrique Mendes,
- Martim Teixeira Coelho, senhor de Teixeira
- Martim Teixeira de Macedo, senhor de Teixeira (c. 1480 -?)
- Bernardo José Teixeira Coelho, 15.º senhor de Teixeira (c. 1725 -?),
- Gonçalo Cristóvão Teixeira Coelho de Melo Pinto de Mesquita, 16º senhor de Teixeira (1779 -?),
- José António Teixeira Coelho de Melo Pinto de Mesquita, 17º senhor de Teixeira (1808 -?,